# Wayne MacVeagh
Isaac Wayne MacVeagh, né le 19 avril 1833 à Phoenixville (Pennsylvanie) et mort le 11 janvier 1917 à Washington, est un homme politique et diplomate américain. 

## Biographie
Membre du Parti républicain, il est ambassadeur des États-Unis dans l'Empire ottoman entre 1870 et 1871, procureur général des États-Unis en 1881 dans l'administration de James A. Garfield puis dans celle de son successeur Chester A. Arthur. Il est ambassadeur des États-Unis en Italie entre 1894 et 1897.
Son frère Franklin MacVeagh a été secrétaire au Trésor des États-Unis.